# Isabelle Miron
Isabelle Miron (Neuilly-sur-Seine, 12 juin 1967) est une poète, romancière, essayiste et traductrice québécoise,.

## Biographie
Isabelle Miron poursuit ses études universitaires en création littéraire et en littérature française et québécoise à l'Université de Montréal et à l'Université du Québec à Montréal.
Ayant d'abord enseigné au Cégep de Saint-Laurent, elle rédige une thèse de doctorat qui porte sur la poésie québécoise à l'École normale supérieure ainsi qu'a l'Université de la Colombie-Britannique. Depuis juin 2007, Isabelle Miron est professeure à l'Université du Québec à Montréal au Département des études littéraires.
Elle est l'auteure de trois recueils de poésie (Incidences, Éditions du Noroît, 1993; Passée sous silence, Éditions Trois, 1995; Toute petite est la terre, Éditions Trois, 2002), d'un essai (Poésie de perdition, poésie salvatrice, Éditions Nota bene, 2012) ainsi que d'un roman (Dix jours en cargo, Éditions Leméac, 2013),,,,.
Isabelle Miron est finaliste au Prix Émile-Nelligan, au Prix Desjardins ainsi qu'au prix le Signet d'Or de Radio-Québec (pour Incidences),,.
Elle est également membre de l'Union des écrivaines et des écrivains québécois.

## Œuvres

### Poésie
- Incidences, avec des sculptures de France Andrée Savillano, Montréal, Éditions du Noroît, 1993, 48 p.  (ISBN 2-89018-273-8)
- Passée sous silence, Laval, Éditions Trois, 1996, 48 p.  (ISBN 2-920887-71-8)
- Toute petite est la terre, Laval, Éditions Trois, 2002, 81 p.  (ISBN 2-89516-036-8)

### Essai
- Poésie de perdition, poésie salvatrice - La quête du sens par le corps chez Michel Beaulieu et Juan Garcia, Montréal, Éditions Nota bene, 2012, 258 p.  (ISBN 9782895184294)

### Roman
- Dix jours en cargo, Montréal, Éditions Leméac, 2013, 100 p.  (ISBN 9782760933620)

### Traduction
- Lieu des origines, traduction des poèmes de la canadienne Bronwen Wallace, avec la collaboration d'Éric Bergeron, Montréal, Éditions du Noroît, 2016, 93 p.  (ISBN 9782897660369 et 9782897660376)

### Direction de publications
- Relire Juan Garcia, sous la direction de Isabelle Miron et Pierre Nepveu, Montréal, Éditions Nota bene, 2006, 156 p.  (ISBN 2-89518-233-7)
- L'expérience américaine du corps : sens et sacré en littérature québécoise moderne, sous la direction de Isabelle Miron, David Courtemanche et Marie Parent, Montréal, UQÀM, Figura, centre de recherche sur le texte et l'imaginaire, 2012, 138 p.  (ISBN 9782923907260)
- J'écris fleuve, sous la direction de Vincent Lambert et d'Isabelle Miron, avec les linogravures de René Derouin, et des photographies d'Isabelle Duval, d'Yves Laroche et de Martin Leclerc, Montréal, Éditions Leméac, 2015, 214 p.  (ISBN 9782760994546)
- Imaginaire du terrain vague, sous la direction de Élise Lepage & Isabelle Miron, Trois-Rivières, Éditions d'art Le Sabord, 2019, 179 p.  (ISBN 9782924085448)
- L'état nomade : essais sur les liens entre création et voyage, sous la direction de Isabelle Miron, Longueuil, L'instant même, 2021, 295 p.  (ISBN 9782895024293)

## Prix et honneurs
- 1993 - Finaliste : Prix Émile-Nelligan (pour Incidences)[8]
- 1994 - Finaliste : Prix Desjardins (pour Incidences)[10]
- 1995 - Finaliste : Prix le Signet d'Or de Radio-Québec (pour Incidences)[9]